# Histoires de mutants
Histoires de mutants est le quatrième volume de la première série de La Grande Anthologie de la science-fiction.
Préfacé par Gérard Klein, le recueil, publié en 1974, réunit seize nouvelles parues entre 1943 et 1961.

## Publication
- Gérard Klein (dir.), Histoires de mutants, Le Livre de poche n°3766, Paris, 1974 (rééd. 1985), 417 p., 11 x 16,5 cm  (ISBN 2-253-00063-9)
- La nouvelle 2 a également été reprise dans le supplément d’Actuel n° 54, Histoires de science-fiction

## Extrait de la préface
« (…) c’est (…) de l'évolutionnisme que surgit le thème de l’être qui viendra après l’homme. En établissant l’existence d’ères  « préadamiques », l’évolutionnisme postule la possibilité d’ères posthumaines. En proposant une histoire des espèces sur le modèle de celle des civilisations, il suggère que ce défilé des formes n’a aucune raison de s’interrompre, une fois levé le préjugé métaphysique qui fait de l’homme une forme achevée, ultime, divine, et que les causes matérielles qui ont été à l’œuvre depuis l’origine de la vie, sinon de l’univers, n’ont pas cessé d’agir. »
— Extrait de la préface

## Nouvelles

### Un accouchement pas comme les autres
- Titre original : Special delivery ; trad. de l’anglais par P. Soulas.
- Nouvelle de Damon Knight, initialement parue dans Galaxy Science Fiction n°41, avril 1954.
- Résumé : Dans le ventre maternel, le futur bébé manifeste une précocité exceptionnelle pour communiquer. Il entreprend même l’écriture d’un roman, rédigé par les mains de sa mère. Il paraît donc destiné à devenir un surhomme. Jusqu’à sa naissance ...

### Journal d'un monstre
- Titre original : Born of Man and Woman ; trad. de l’anglais par Alain Dorémieux.
- Nouvelle de Richard Matheson, initialement parue dans The Magazine of Fantasy & Science Fiction n°3, été 1950.
- Remarque : il s'agit de la nouvelle la plus courte de l'anthologie (6 pages).

### L'Asile
- Titre original : Sanctuary ; trad. de l’anglais par Bruno Martin.
- Nouvelle de Daniel F. Galouye, initialement parue dans The Magazine of Fantasy & Science Fiction n°33, février 1954.
- Résumé : Une jeune mutante a le don de télépathie. Elle le vit mal car les pensées des autres se heurtent aux siennes. A la recherche d’un établissement qui pourrait l’aider, elle subit une séance de tests avec des militaires, d’abord sceptiques, mais qui se rendent compte finalement de son potentiel. A la faveur d’un subterfuge, elle leur échappera, afin d’entreprendre la création d’une nouvelle race humaine.

### Ils étaient tous frères
- Titre original : Who knows his brother ? ; trad. de l’anglais par Bruno Martin.
- Nouvelle de Graham Doar, initialement parue dans Startling Stories vol. 25 n°1, février 1952.
- Résumé : Dans mille ans, en 2952, après une guerre atomique qui a modifié les gènes des humains, ces derniers ont plus ou moins muté. Il y a des « humains », et il y a des « anormaux ». Mais qui est homme ? qui est anormal ? On suit la vie de Boy, qui est initié « Vrai homme » par son père le jour de ses 15 ans. On apprend à la fin de la nouvelle, quand il est tué, qu'il ressemble à un loup et qu'il a quatre yeux. C'est alors que les Pêcheurs attaquent les Souffleurs : les premiers ont des branchies et des têtes de poissons, les seconds de longues queues et des poils sur tout le corps. En fait, tout le monde est anormal, plus personne n'est réellement humain.

### Le Protégé de Riya
- Titre original : Riya’s foundling ; trad. de l’anglais par Frank Straschitz.
- Nouvelle d'Algis Budrys, initialement parue dans Science Fiction Stories n°1, juin 1953.
- Résumé : Après une guerre nucléaire, d'étranges animaux, ressemblant à des vaches ou des bisons, ont vu le jour. Le récit montre comment un enfant mutant (Phildee) de cette nouvelle espèce appréhende le monde, et décrit ses relations avec sa mère Riya.

### Tranche de nuit
- Titre original : Night piece ; traduit de l’anglais par P.-J. Izabelle.
- Auteur : Poul Anderson.
- Publication : nouvelle initialement parue dans The Magazine of Fantasy & Science Fiction n°122, juillet 1961.
- Résumé : L'histoire se déroule en quelques heures durant une nuit. Le héros anonyme, qui est un scientifique travaillant sur la perception extra-sensorielle, quitte son laboratoire pour se rendre à sa maison. Il est hanté par des perceptions d'un autre monde et par des créatures qui semblent être hostiles. Il est révélé par des flashbacks et des souvenirs qu'il a la perception accidentelle d'êtres différents et supérieurs aux humains. Il les appelle les « Supérieurs ». Ceux-ci coexistent avec les humains mais ils étaient presque passés inaperçus auparavant. Il interprète ses perceptions comme le reflet d'une lutte en cours dans le monde des Supérieurs, mais ce combat est intellectuellement incompréhensible pour les humains.

### On n'embête pas Gus
- Titre original : Nobody bothers Gus ; trad. de l’anglais par Marcel Battin.
- Nouvelle d'Algis Budrys, initialement parue dans Astounding Science Fiction n° 300, novembre 1955 sous le pseudonyme de Paul Janvier.
- Résumé : Un homme d’apparence lourdaude est en fait un mutant, qui émet un champ de force le rendant en quelque sorte intraçable. Il peut deviner la suite d’un livre dès les premières pages, ou la raison militaire pour laquelle il va être exproprié de sa maison. Solitaire, il n’a identifié pour l’instant qu’un seul de ses semblables, à la télévision, mais pas de femmes.

### Délivrez-nous du mal
- Titre original : Soft touch ; trad. de l'anglais par Pierre Billon.
- Nouvelle de Daniel F. Galouye, initialement parue dans Galaxy Science Fiction n°99, juin 1959.
- Résumé : Des mutants ont développé un comportement mêlé d’altruisme et d’intégrité. Ils sont rejetés et stigmatisés par la plupart des gens « normaux », dont certains sont même prêts à les manipuler pour les rendre responsables de leurs méfaits, ce qui met en péril leur sécurité. Mais une nouvelle génération de ces mutants commence à se développer, avec la particularité de rendre leur don contagieux ; jusqu’à peut-être accéder à de hautes destinées.

### Absalon
- Titre original : Absalom ; trad. de l’anglais par Michel Rivelin.
- Nouvelle de Henry Kuttner, initialement parue dans Startling Stories vol.14 n°2, automne 1946.
- Résumé : Une mutation a entraîné une augmentation de la proportion d’enfants surdoués, et elle s’accélère. L’un deux, qui veut entreprendre des études complexes, s’oppose à son père, qui le considère comme insuffisamment mature, mais a en fait peur d’être dépassé. Un « accident » le rendra plus tolérant.

### Projet
- Titre original : Project ; trad. de l’anglais par Michel Rivelin.
- Nouvelle de Henry Kuttner et Catherine Moore, initialement parue dans Astounding Science Fiction n°197, avril 1947 sous le pseudonyme de Lewis Padgett.
- Résumé : Les mutants apparus après les bombardements atomiques ont été éliminés car non viables. Pourtant, une organisation secrète, qui dirige désormais la planète, a sélectionné un mutant et l’utilise pour aider à améliorer le monde. Mais il se rebelle, afin de manipuler l’humanité jusqu’à la prédominance finale de la race supérieure, la sienne.

### Le Patient
- Titre original : The Patient ; trad. de l’anglais par Simone Hilling.
- Nouvelle d'Edna Mayne Hull, initialement parue dans Unknown Worlds n°39, octobre 1943.

### L'Amour du ciel
- Titre original : The Love of heaven ; trad. de l’anglais par Marcel Battin.
- Nouvelle de Theodore Sturgeon, initialement parue dans Astounding Science Fiction n°216, novembre 1948.
- Résumé : Il y a des milliers d’années, certains humains ont muté, et pour éviter leur disparition, ont quitté la Terre pour un autre système planétaire. L’un d’entre eux, télépathe, revient, mais il se rend compte que ses semblables sont un fléau pour la planète.

### Limite naturelle
- Titre original : Limiting factor ; trad. de l’anglais par Frank Straschitz.
- Nouvelle de Theodore Cogswell, initialement parue dans Galaxy Science Fiction n°41, avril 1954.

### Un monde de compassion
- Titre original : Kindness ; trad. de l’anglais par Alain Dorémieux.
- Nouvelle de Lester del Rey, initialement parue dans Astounding Science Fiction n°167, octobre 1944.
- Résumé : Il est le dernier humain normal dans un monde de mutants, à la suite d'une guerre qui les a opposés. Désireux de s’évader de cette planète où il n’a plus sa place, il réussit à s’emparer d’un vieil astronef apparemment construit par ses semblables. Grâce aux automatismes, il atterrit sur un planétoïde terraformé dont il fera son monde. Sur Terre, les êtres supérieurs qui ont organisé sa fuite se satisfont de leur compassion envers le représentant de cette race dont ils sont issus.

### Un monde de talents
Ne doit pas être confondu avec Un homme de talent.
- Titre original : A World of talents ; trad. de l’anglais par Marcel Battin.
- Nouvelle de Philip K. Dick, initialement parue dans Astounding Science Fiction n°47, octobre 1954.
- Résumé : Dans un lointain système solaire colonisé par les terriens, certains habitants sont dotés de capacités supérieures : télépathie, télékinésie, précognition... Pour conserver ou garder leur pouvoir, face aux gens normaux, ainsi qu’entre eux, ils s’affrontent, parfois jusqu’à la mort. Parmi eux, un enfant, d’abord démuni, va révéler finalement un pouvoir absolu et suprême : la maîtrise du temps.

### Le Monstre
- Titre original : The Monster.
- Nouvelle d'A. E. van Vogt, initialement parue dans Astounding Science Fiction n°213, août 1948.